# تشیاب ایچیچالی
تشیاب ایچیچالی (به لاتین: Tshiyab Ichichali) یک منطقهٔ مسکونی در روسیه است که در خاساویورت واقع شده‌است.